# Patrick J. Geary

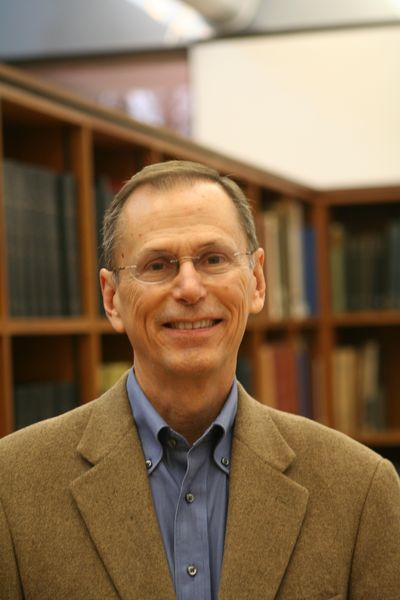
Patrick Geary (2011)

Patrick Joseph Geary (* 26. September 1948 in Jackson, Mississippi) ist ein amerikanischer Historiker.

## Leben und Wirken
Patrick Geary studierte mittelalterliche Geschichte an der Yale University in New Haven und von 1968 bis 1969 an der Katholieke Universiteit Leuven. Geary wurde 1974 promoviert an der Yale University in mittelalterlicher Geschichte bei Roberto Sabatino Lopez und Jaroslav Pelikan. Von 1974 bis 1980 war er Assistant Professor an der Princeton University. Von 1980 bis 1986 war er Associate Professor an der University of Florida. Dort war er von 1986 bis 1993 Professor für Geschichte. Von 1993 bis 2004, und wieder von 2004 bis 2011, lehrte er als Professor für Geschichte an der University of California, Los Angeles. Von 1993 bis 1998 war er Direktor am Center for Medieval and Renaissance Studies. Von 1996 bis 1998 war er Direktor am UCLA Humanities Consortium. Von 1998 bis 2000 war er Professor für Geschichte und Direktor des Medieval Institute an der University of Notre Dame.
Geary lehrte als Gastprofessor an der Universität Wien (1983) und an der Central European University (2003). Geary war in den Jahren 1984, 1990, 2003 Directeur d'Etudes associé an der École des Hautes Études en Sciences Sociales. Geary war von 2008 bis 2009 Präsident der Medieval Academy of America. Seit 2012 lehrt als Nachfolger von Caroline Walker Bynum als Professor für Geschichte des abendländischen Mittelalters am Institute for Advanced Study in Princeton, New Jersey.
Geary legte Arbeiten zum Reliquienraub (1978) und zum provençalischen Adel im frühen Mittelalter (1985) vor. Im Jahr 1988 veröffentlichte er einen Überblick über die Merowinger. Die Darstellung erschien 1996 in deutscher Sprache unter dem Titel Die Merowinger. Europa vor Karl dem Großen. Er war Leiter des Projekts zum St. Gallen Plan zum Studium karolingischen Mönchswesens. Geary leitet 2019 ein Projekt zum Studium der Völkerwanderung durch Analyse der DNA von menschlichen Überresten aus Gräbern der Langobardenzeit in Italien und Ungarn.
Für seine Forschungen wurden Geary zahlreiche wissenschaftliche Ehrungen und Mitgliedschaften zugesprochen. Im Jahr 1990 war er Research Fellow am Max-Planck-Institut für Geschichte in Göttingen. Seit 2010 ist er korrespondierendes Mitglied der Österreichischen Akademie der Wissenschaften und seit 2011 Corresponding Fellow der British Academy. Geary ist Membre Associé Étranger (ausländisches assoziiertes Mitglied) der Société Nationale des Antiquaires. Der Akademie der Wissenschaften zu Göttingen gehört er ebenfalls als korrespondierendes Mitglied an. Von der Alexander von Humboldt-Stiftung wurde er 2011 mit dem Anneliese-Maier-Forschungspreis ausgezeichnet. 2019 wurde Geary in die American Academy of Arts and Sciences gewählt. Er ist Mitglied des Deutschen Archäologischen Instituts.

## Schriften
- Herausforderungen und Gefahren der Integration von Genomdaten in die Erforschung der frühmittelalterlichen Geschichte (= Das mittelalterliche Jahrtausend. Bd. 7). Wallstein, Göttingen 2021, ISBN 978-3-8353-3871-5.
- Women at the Beginning. Origin Myths from the Amazons to the Virgin Mary. Princeton University Press, Princeton NJ u. a. 2006, ISBN 0-691-12409-4 (In deutscher Sprache: Am Anfang waren die Frauen. Ursprungsmythen von den Amazonen bis zur Jungfrau Maria. Aus dem Englischen von Andreas Wirthensohn. Beck, München 2006, ISBN 3-406-54964-0).
- The Myth of nations. The medieval origins of Europe. Princeton University Press, Princeton NJ u. a. 2002, ISBN 0-691-09054-8 (In deutscher Sprache: Europäische Völker im frühen Mittelalter. Zur Legende vom Werden der Nationen (= Fischer-Taschenbücher. 60111, Europäische Geschichte). Aus dem Amerikanischen von Elisabeth Vorspohl. Fischer-Taschenbuch-Verlag, Frankfurt am Main 2002, ISBN 3-596-60111-8).
- Medieval Germany in America (= German Historical Institute, Washington, DC. Annual Lecture. Nr. 8, ZDB-ID 2373329-9). With a Comment by Otto Gerhard Oexle. German Historical Institute, Washington DC 1996, (Digitalisat (PDF; 221,53 kB)).
- Living with the dead in the Middle Ages. Cornell University Press, Ithaca NY u. a. 1994, ISBN 0-8014-8098-1.
- Phantoms of remembrance. Memory and oblivion at the end of the first millennium. Princeton University Press, Princeton NJ u. a. 1994, ISBN 0-691-03422-2.
- Before France and Germany. The creation and transformation of the Merovingian world. Oxford University Press, New York u. a. 1988, ISBN 0-19-504457-6 (In deutscher Sprache: Die Merowinger. Europa vor Karl dem Großen. Aus dem Englischen von Ursula Scholz. 3. Aufl. Beck, München 2007, ISBN 978-3-406-56558-8).